# Kaiserin-Augusta-Denkmal (Koblenz)

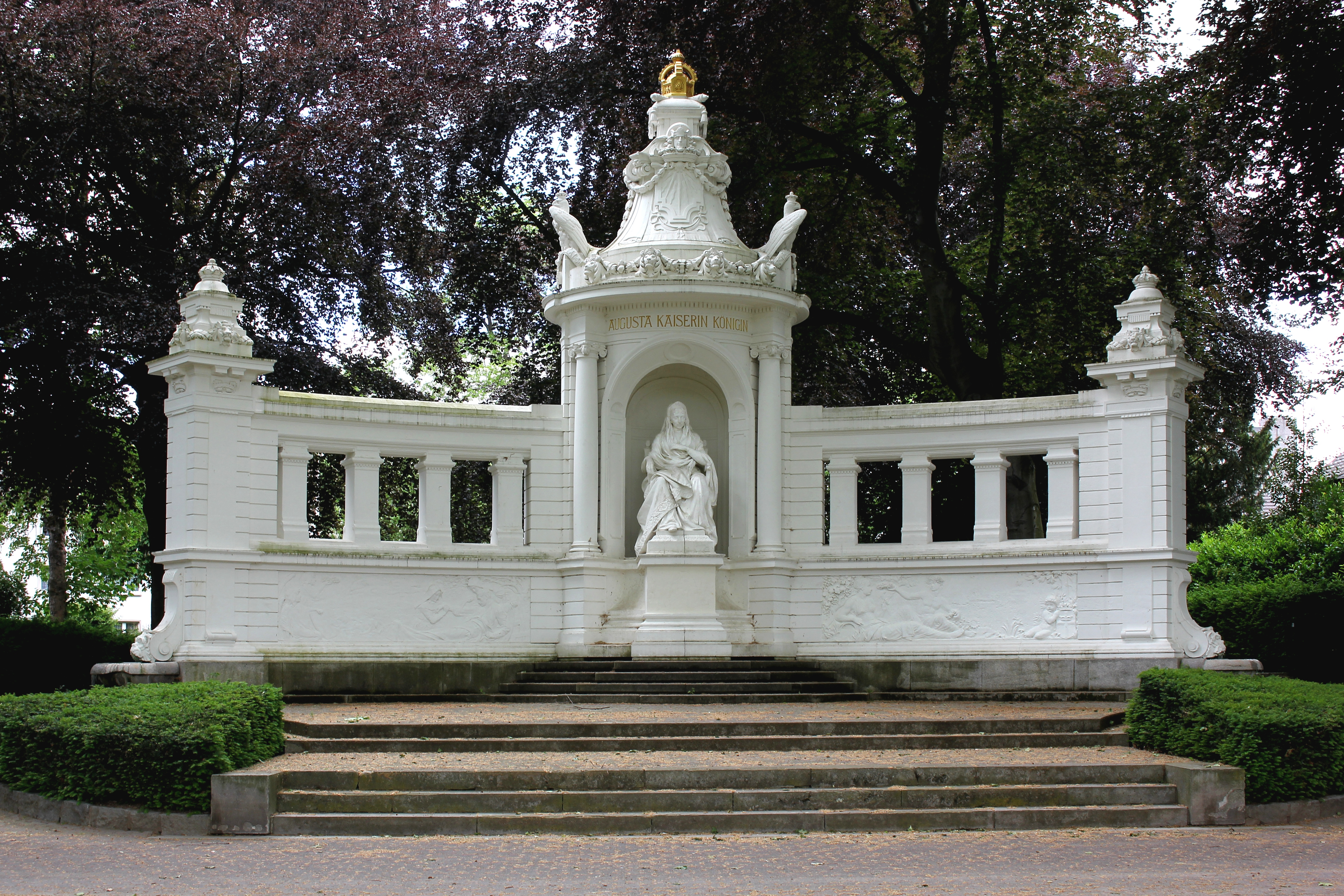
Kaiserin-Augusta-Denkmal in Koblenz (2016)

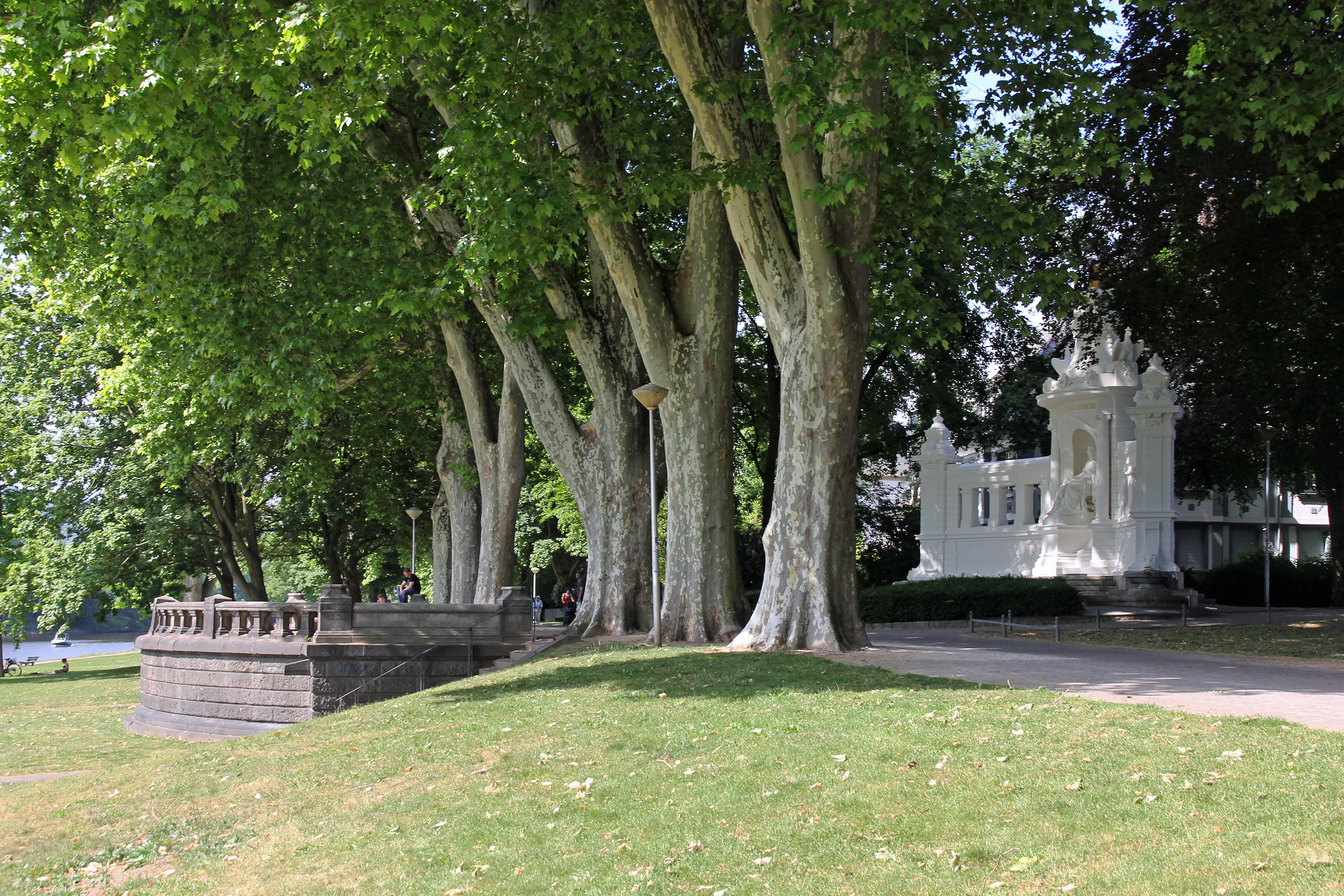
Gesamtanlage des Denkmals in den Rheinanlagen (2014)

Das Kaiserin-Augusta-Denkmal in Koblenz wurde zu Ehren von Augusta von Sachsen-Weimar-Eisenach, der Gattin Wilhelms I. und deutschen Kaiserin, errichtet. Das Denkmal steht im südlichen Abschnitt der von Augusta als Landschaftspark initiierten Rheinanlagen im Stadtteil Südliche Vorstadt und wurde am 18. Oktober 1896, sechs Jahre nach ihrem Tod, eingeweiht. Die Augusta-Skulptur im Denkmal stammt von Karl Friedrich Moest. Das Denkmal selbst wurde von Bruno Schmitz, der auch Schöpfer des zwei Kilometer rheinabwärts gelegenen Deutschen Ecks ist, geplant und gebaut.

## Standort

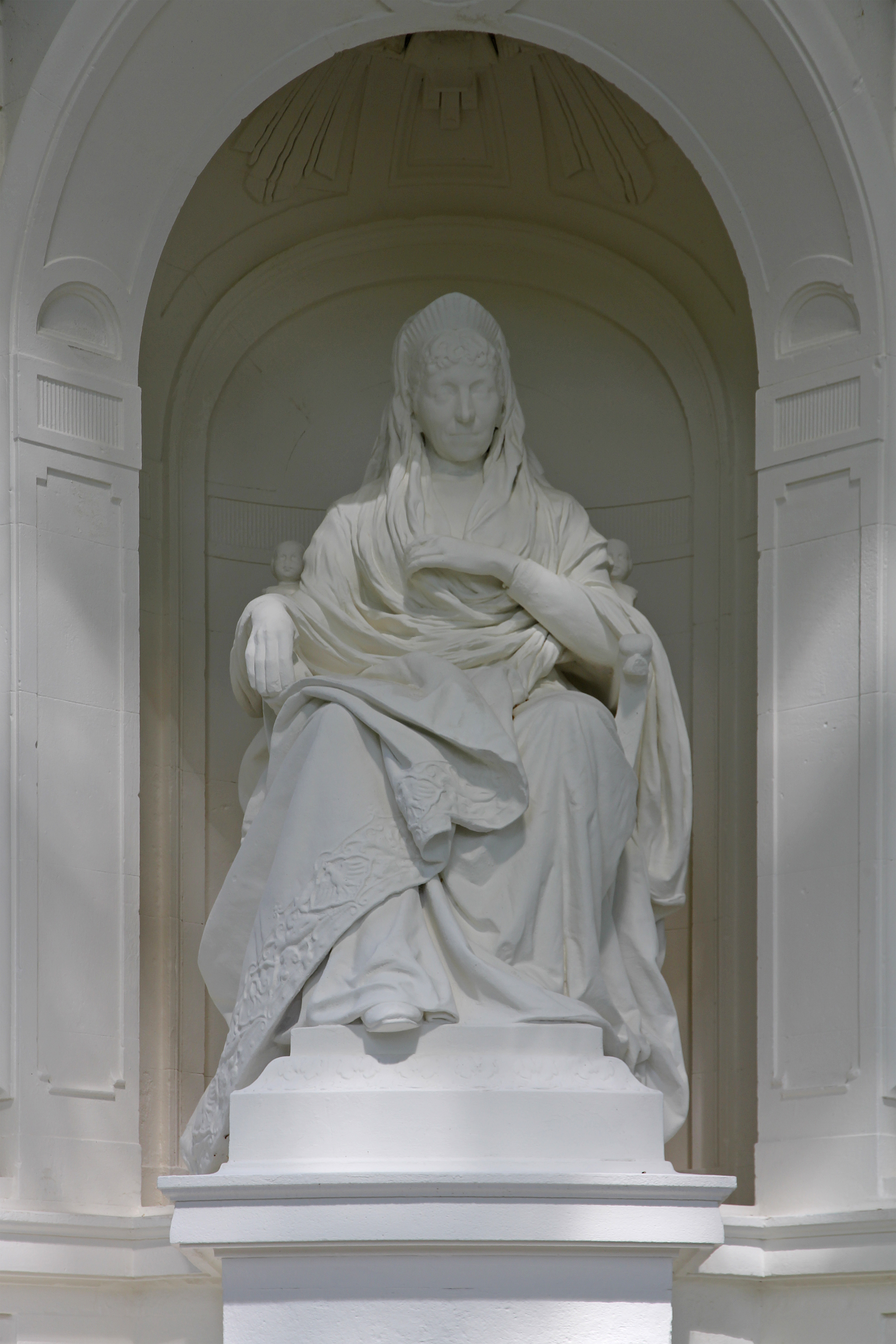
Augusta-Statue im Denkmal

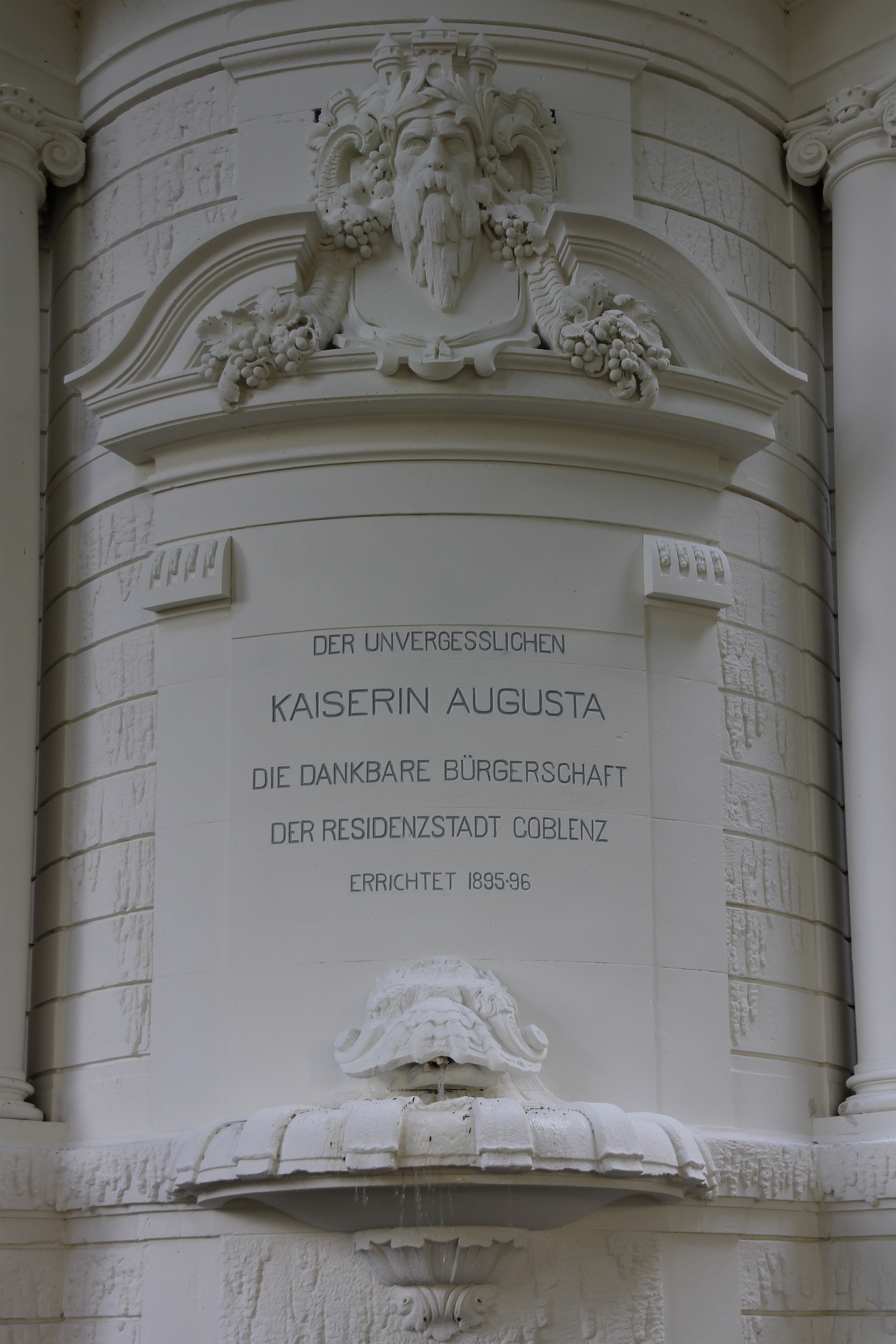
Rückseite des Denkmals mit der Inschrift der Stadt Koblenz

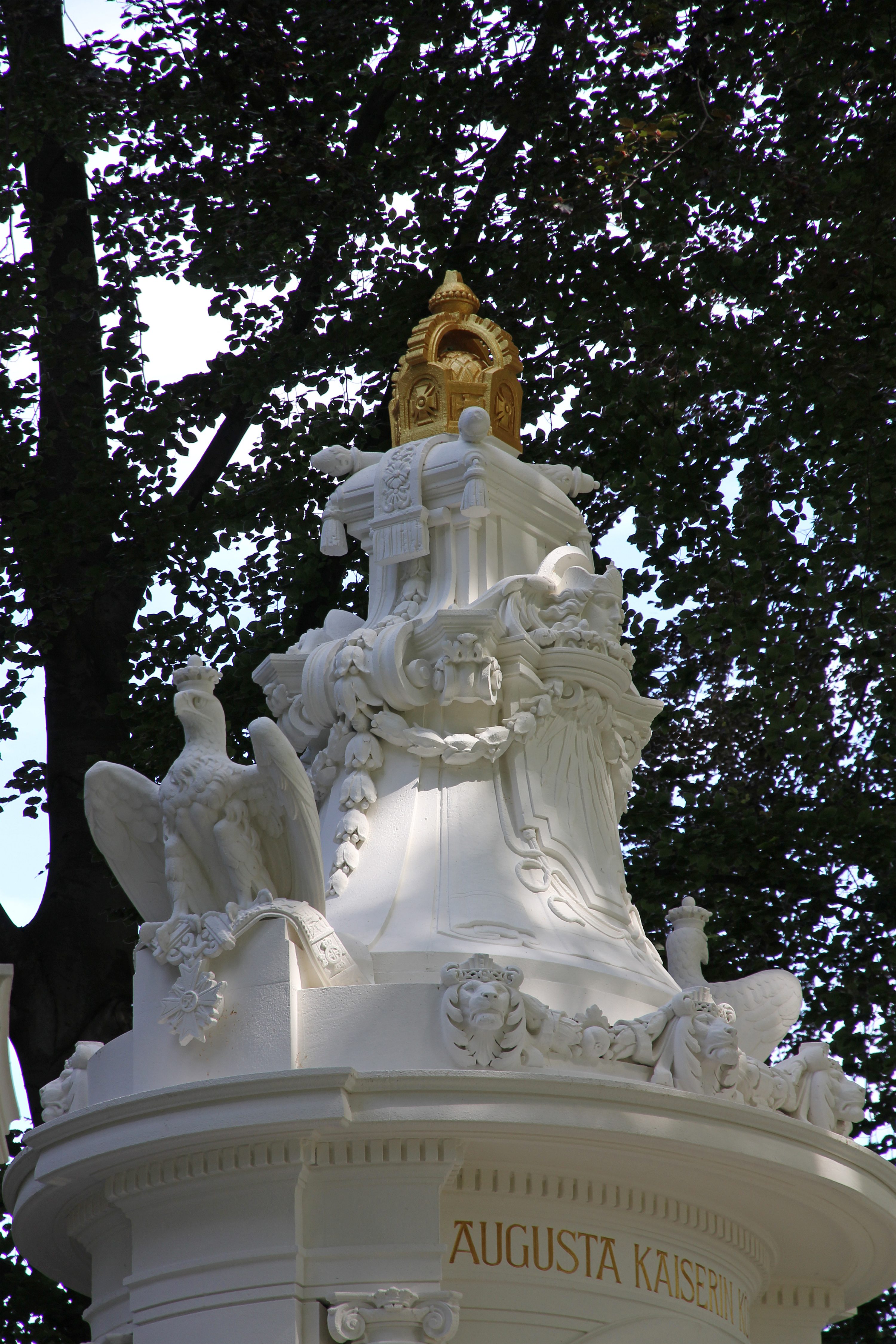
Zentrale Bekrönung des Denkmals mit goldener Krone

Das Kaiserin-Augusta-Denkmal steht an jenem Platz, an dem die preußische Königin Augusta 1856 einen Spielplatz für ihre Tochter Luise einrichten ließ, der ab den 1860er Jahren Luisenplatz genannt wurde. Er markiert gleichzeitig den Beginn der historischen Rheinanlagen.
Bis zum Bau des Denkmals 1895 stand auf dem Luisenplatz der ebenfalls nach Luise benannte Luisentempel. Hinter dem Denkmal mündet die Ludwigstraße in die Mainzer Straße.

## Geschichte

### Planung
An der Seite ihres Ehemanns, der als Generalgouverneur der Rheinprovinz und der Provinz Westfalen in Koblenz residierte, hielt sich Augusta in den 1850er Jahren lange in der Stadt auf. Ab 1856 ließ sie die später nach ihr benannten Rheinanlagen als Landschaftspark anlegen und mit Statuen und Denkmälern versehen. Kaiserin Augusta besuchte Koblenz alljährlich bis wenige Wochen vor ihrem Tod am 7. Januar 1890.
Bereits acht Tage später, am 15. Januar 1890, kam im Stadtrat der Vorschlag auf, ihr ein Denkmal zu setzen. Am 19. Januar folgte der Beschluss. Parallel dazu fanden Verhandlungen über die Errichtung eines Provinzialdenkmals der Rheinprovinz, deren Provinzhauptstadt Koblenz war, für Wilhelm I. statt. Für den Fall, dass Koblenz nicht den Zuschlag bekommen sollte, wollte die Stadt aus eigenen Mitteln ein gemeinsames Denkmal für das Kaiserpaar errichten.
Die Entscheidung sollte im Herbst 1890 fallen, wurde aber immer wieder aufgeschoben, so dass der Stadtrat 1891 am ersten Todestag der Kaiserin erklärte, 30.000 Mark (243.189 €) für die Aufstellung einer Büste an einem noch unbestimmten Ort in den Kaiserin-Augusta-Anlagen zur Verfügung zu stellen. Zusätzlich wurde ein Komitee zur Errichtung des gesamten Kaiserin-Augusta-Denkmals eingesetzt. Diesem Komitee gehörten überwiegend Stadtverordnete sowie als künstlerische Beiräte Carl Cuno, Emil Hünten und August Reichensperger an.
Am 14. Mai 1891 wurde ein Wettbewerb für eine Büste mit architektonischem Unterbau ausgeschrieben und ein siebenköpfiges Preisgericht nominiert, dem ausschließlich bekannte Koblenzer Persönlichkeiten angehörten. Den Wettbewerb gewann der Karlsruher Bildhauer Karl Friedrich Moest mit einer lebensgroßen Plastik der Kaiserin. Moest bezifferte die Kosten dafür auf über 120.000 Mark (972.757 Euro). Im Laufe der Jahre 1891 und 1892 beschloss das Denkmalskomitee, statt einer Büste ein architektonisches Denkmal mit monumentalem Überbau zu errichten, in das Moests Statue integriert werden sollte.
Im Frühjahr 1892 begannen die Beratungen zur Wahl des Standorts. In Frage kamen drei Orte entlang der Rheinanlagen: das Blumenparterre vor dem Kurfürstlichen Schloss, in dem Augusta und ihr Mann residiert hatten, der Platz mit der Büste von Max von Schenkendorf oder der Luisenplatz in den südlichen Rheinanlagen. An den Beratungen über den Standort nahm auch der Bildhauer Karl Friedrich Moest teil.
Am 20. Juni 1892 entschied sich das Denkmalkomitee für den Luisenplatz an der Ecke Ludwigstraße / Mainzer Straße. Der dort stehende Luisentempel, ein eiserner Pavillon von 1866, wurde im folgenden Herbst hundert Meter rheinabwärts versetzt, um Platz für das Denkmal zu schaffen.
Daraufhin schrieb das Denkmalkomitee am 15. Januar 1893 einen Architektenwettbewerb für die architektonische Fassung des Denkmals aus. Bedingungen waren unter anderem:
- Der Blick auf die über den Rhein schauende Porträtstatue durfte nicht verdeckt werden.
- Die Kosten durften die Summe von 35.000 Mark (283.721 Euro) nicht überschreiten.
- Die Vorschläge mussten bis zum 1. April 1893 an den Vorsitzenden des Komitees eingesandt werden.

Am 27. April 1893 gab Oberbürgermeister Emil Schüller den Architekten Bruno Schmitz als Gewinner unter 41 Bewerbern aus dem gesamten Deutschen Reich bekannt, er erhielt als Preisgeld 500 Mark (4.209 Euro). Den zweiten Preis (300 Mark) (2.525 Euro) erhielt der Architekt Wilhelm Scholter in Stuttgart, den dritten der Posener Architekt Kothe (200 Mark) (1.684 Euro).
Noch im Juni 1893 folgte der endgültige Beschluss der Denkmalkommission über die Ausführung von Schmitz’ Entwurf. Moests Vorschlag für die Plastik wurde geringfügig abgewandelt, um einerseits die Kosten zu senken und andererseits die Verbindung zum Überbau herzustellen. An Moest wurde zusätzlich die Ausführung der beiden Reliefs auf den Flügeln vergeben. Aus unbekannten Gründen wurde dieser Auftrag wenig später wieder zurückgenommen und an den Berliner Bildhauer August Vogel vergeben. Alle drei Künstler sollten anschließend einen Zeitplan für die Fertigstellung des Denkmals aufstellen. Nach Schmitz sollten die gesamten Steinmetz- und Bildhauerarbeiten bis März 1895 beendet sein, damit im Juni das Baumaterial angeliefert und Ende September das gesamte Denkmal enthüllt werden konnte.

### Finanzierung
Der erste Spendenaufruf an die Bewohner von Koblenz erging im Februar 1891, einen Monat nachdem die Stadtverordnetenversammlung den Beschluss zum Denkmalbau gefasst hatte. Nachdem die Wettbewerbe im Jahr 1893 abgeschlossen waren und alle Künstler ihre Aufträge erhalten hatten, wurden die Gesamtkosten auf 100.000 Mark (841.776 Euro) beziffert. Davon entfielen 55.000 Mark (420.888 Euro) auf die Porträtstatue von Karl Friedrich Moest und 44.000 Mark (370.382 Euro) auf die architektonische Umrahmung von Bruno Schmitz und August Vogel. Parallel zu den Bildhauerarbeiten wurde die Spendenakquise intensiviert.
Tatsächlich betrugen die Gesamtkosten des Denkmalbaus und der Einweihungsfeier 120.433,53 Mark (1.027.129 Euro). Der größte Teil davon kam durch Spenden zusammen, während der Rest von der Stadt Koblenz übernommen wurde.

### Einweihungsfeier
Die Einweihung des Denkmals fand am Geburtstag von Augustas verstorbenem Sohn Kaiser Friedrich III., dem 18. Oktober 1896, in Anwesenheit von dessen Witwe, der Kaiserin Friedrich, statt. Bei den Feierlichkeiten war die ganze Stadt mit Fahnen und Girlanden geschmückt. Vereine und Schulklassen standen Spalier an den Straßen, die der Festzug passierte. Rechts vom Denkmal standen Offiziere, links die Stadtverordneten, während auf einer Tribüne geladene Gäste saßen.
Um zwölf Uhr begann die Zeremonie mit einem Vortrag, dem sich ein kurzes Konzert des Vereinigten Männergesangvereins mit den Liedern Nachruf an die Kaiserin Augusta von Franz Litterscheid und Deutsches Gebet (Lindlar) anschloss. Den Abschluss bildete die Laudatio von Oberbürgermeister Emil Schüller. Da Kaiser Wilhelm II. und seine Frau der Einweihungsfeier des Kaiser-Wilhelm-Denkmals an der Porta Westfalica beiwohnten, gab der in Vertretung angereiste Prinz Friedrich Leopold „das Zeichen zum Fallen der Hülle“ des Denkmals.
Im Rahmen der Einweihungsfeier wurden sämtliche Mitglieder des Komitees sowie Karl Friedrich Moest mit Orden ausgezeichnet. Dem Architekten Bruno Schmitz wurde der Titel Professor verliehen.

### Weitere Entwicklung

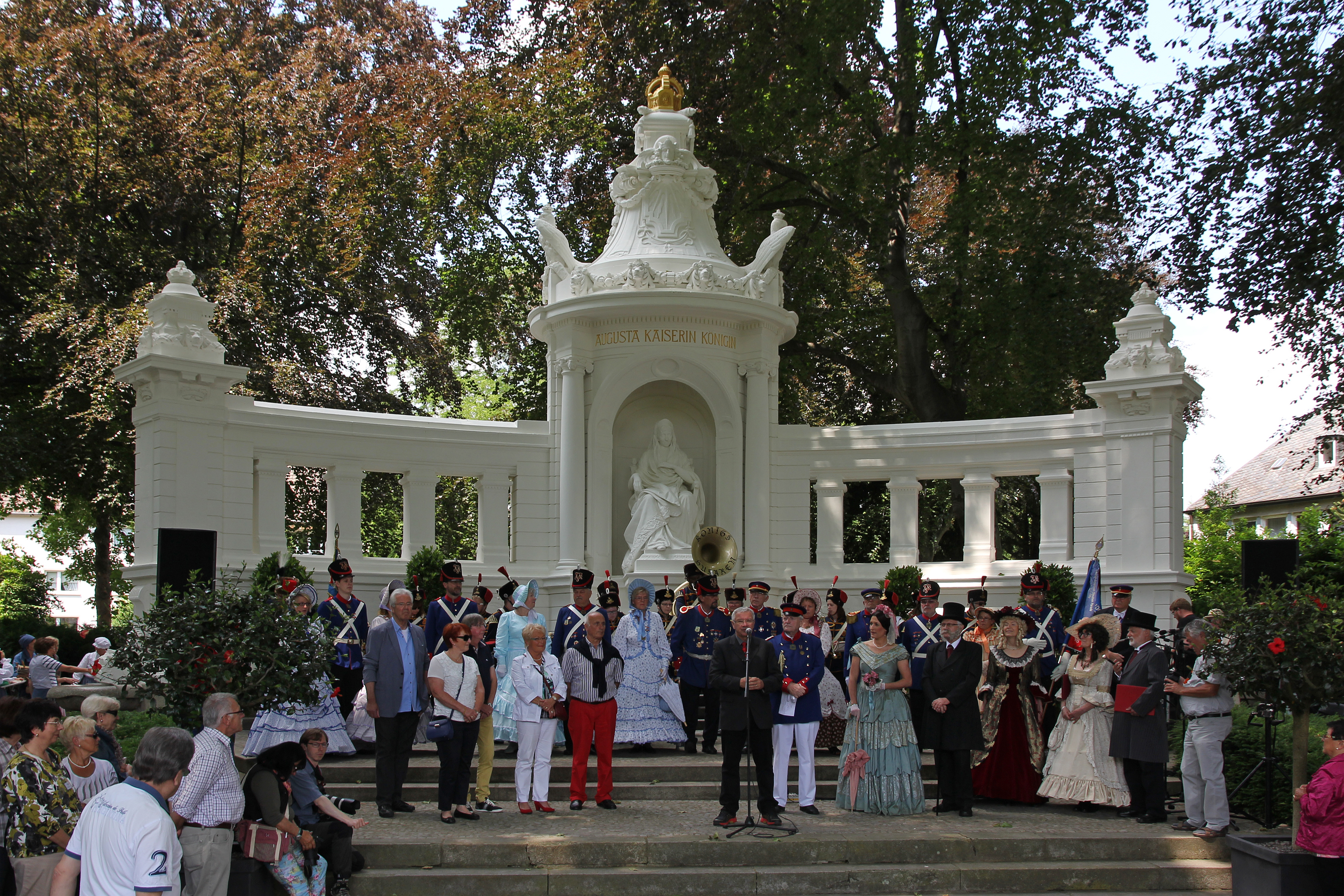
Einweihung des restaurierten Kaiserin-Augusta-Denkmals durch Oberbürgermeister Joachim Hofmann-Göttig am 1. Juni 2014

Das Denkmal überstand die Luftangriffe auf Koblenz im Zweiten Weltkrieg unbeschadet, obwohl in den Jahren 1944 und 1945 über 87 % der Stadt zerstört wurden. Wegen starker Verwitterung wurde es 1979 mit einem finanziellen Aufwand von 72.000 DM (99.747 Euro) renoviert. Auch wurde vorgeschlagen, eine Informationstafel zur Geschichte des Denkmals und der Rheinanlagen aufzustellen, denn schon damals war die wichtige Rolle der Kaiserin Augusta nicht mehr allgemein bekannt. Der Vorschlag wurde nicht umgesetzt und geriet wenig später in Vergessenheit.
Nachdem 2002 das Obere Mittelrheintal zum UNESCO-Weltkulturerbe erklärt wurde, findet seit 2006 jährlich am UNESCO-Welterbetag, dem ersten Sonntag im Juni, am Kaiserin-Augusta-Denkmal und in den Rheinanlagen das Kaiserin-Augusta-Fest statt.
Erneut durch Verwitterung wurde das Denkmal Anfang des 21. Jahrhunderts stark in Mitleidenschaft gezogen. Im Dezember 2013 erklärten sich ortsansässige Handwerker bereit, es 2014 kostenlos zu sanieren. Am 1. Juni 2014 wurde das vollständig restaurierte Kaiserin-Augusta-Denkmal im Rahmen des Kaiserin-Augusta-Festes von Oberbürgermeister Joachim Hofmann-Göttig der Öffentlichkeit übergeben.

## Architektur

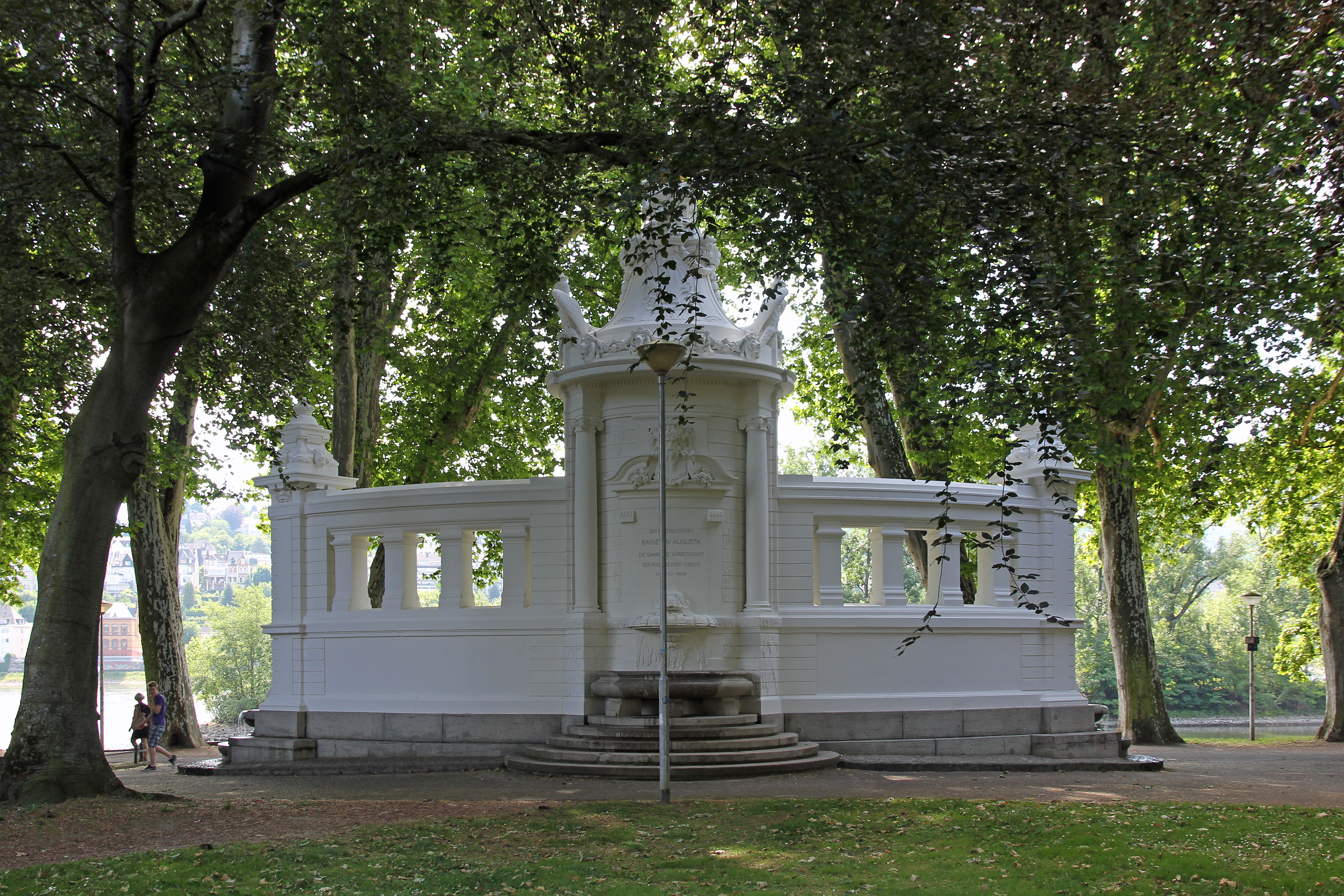
Rückseite des Denkmals mit dem Rhein im Hintergrund

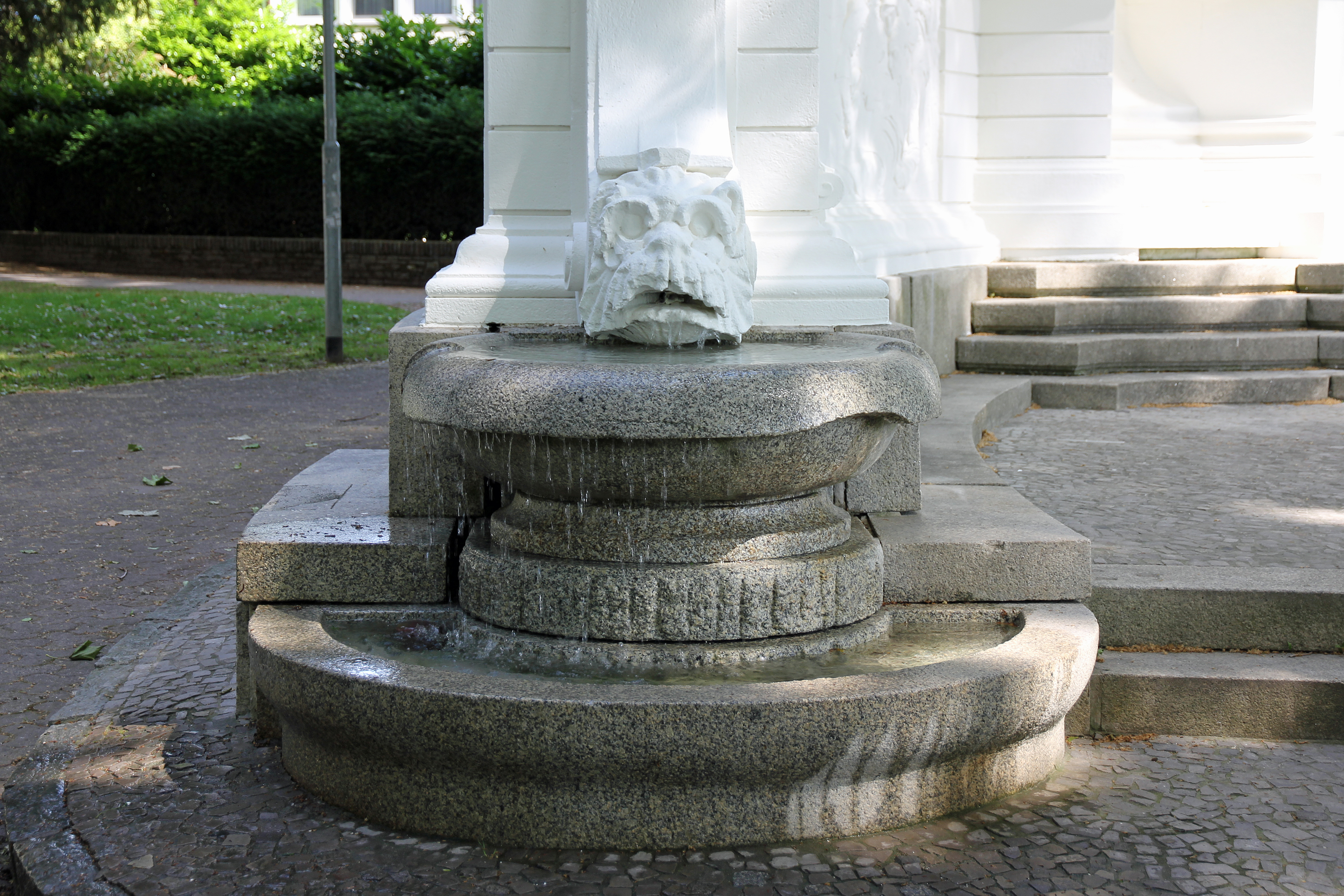
Wasserspeiende Delphin-Groteske und vorgelagertes Wasserbecken

Das historistische Kaiserin-Augusta-Denkmal ist zentriert auf die Skulptur der Kaiserin Augusta ausgerichtet. Es steht auf einem zweifachen Stufenpodest und ist damit vom Betrachter etwas distanziert. Ein kapellenartiger Rundbau mit hoch aufragender Glockendachbekrönung bildet die Zentralachse. Die Vorderansicht dieses Baudetails wird wesentlich von einer Rundbogennische bestimmt, die auf beiden Seiten von ionischen Säulen eingefasst ist. In dieser Nische steht die überlebensgroße Skulptur der sitzenden Kaiserin in ihrem siebzigsten Lebensjahr in antikem Gewand. Die Skulptur aus Carrara-Marmor ist vom Fuß bis zum Scheitel zwei Meter hoch und steht auf einem 1,35 m hohen Sockel. Das eigentliche Denkmal wurde aus istrischem Kalkstein aufgemauert und in jüngerer Zeit mit einem weißen Farbanstrich versehen. Dadurch wurde das Erscheinungsbild des Denkmals stark verändert, ursprünglich stach die weiße Marmorstatue aus den hellockerfarbenen Architekturelementen (Buntsandstein) hell hervor. Durch den homogenen Weißanstrich verschmilzt die Skulptur mit den Architekturelementen.
Das Hauptgesims über der Augusta-Skulptur trägt die Kaiserinsignien, die an der Basis von vier Adlern flankiert werden. Die Zentralachse flankieren zwei flachrechteckige Flügelanbauten, deren horizontale Achsgliederung den Blick des Betrachters zur Skulptur der Augusta leitet. An der Spitze wird das Mittelteil von der goldenen Reichskrone abgeschlossen. Eine breite flache Freitreppe führt von den Rheinanlagen hinauf zum Denkmal.
Oberhalb der Flügelsockel befindet sich jeweils ein flachrechteckiges Relief. Das linke (südliche) Relief zeigt die Gründung des Deutschen Roten Kreuzes, die unter anderem auf Augusta zurückgeht. Ein verwundeter Soldat wird von zwei Krankenschwestern gepflegt, während eine weibliche Figur das Emblem des Roten Kreuzes hält. Das rechte Relief ist eine stilisierte Darstellung der Stadt Koblenz mit der Confluentia, Patronin von Koblenz, dem Wappen der Stadt Koblenz und der Stadt selbst mit dem Deutschen Eck, das erst ein Jahr nach Einweihung des Augusta-Denkmals errichtet wurde. Das Geschoss oberhalb der Reliefs gewährt fensterartige Durchblicke, die durch jeweils vier Pfeiler entstanden sind. Diese tragen mit leicht hervortretenden Plinthen das Abschlussgesims der Seitenflügel. Den äußeren Flügelabschluss bildet jeweils ein Pfeiler mit einem dem Sockel vorgelagerten Wasserbecken, in dem Delphingrotesken als Wasserspeier dienen. Die dachartigen Bekrönungen der Außenpfeiler überragen die Seitenflügel und nehmen in ihrer Form Bezug auf die Bedachung der Zentralachse.
Die Rückseite des Denkmals trägt folgende Inschrift: „Der unvergeßlichen Kaiserin Augusta die dankbare Bürgerschaft der Residenzstadt Coblenz errichtet 1895–1896“. Darunter speist ein stilisierter Löwenkopf als Wasserspeier einen Laufbrunnen. Sämtliche Sockel, das Wasserbecken und die Treppe vor dem Denkmal bestehen aus weißem Granit, die figürlichen Teile sind aus bayerischem Marmor gehauen.
Westlich des Hauptwegs gegenüber dem Denkmal befindet sich ein Aussichtsplatz mit Balustrade und einer Steinbank aus rotem Sandstein.

## Denkmalschutz
Das Kaiserin-Augusta-Denkmal ist ein geschütztes Kulturdenkmal nach dem rheinland-pfälzischen Denkmalschutzgesetz (DSchG) und in der Denkmalliste des Landes Rheinland-Pfalz eingetragen. Es steht im Ortsteil Koblenz-Südliche Vorstadt in der Denkmalzone Kaiserin-Augusta-Anlagen.
Seit 2002 ist das Kaiserin-Augusta-Denkmal Teil des UNESCO-Welterbes Oberes Mittelrheintal.